# Vlag van Sikkim

Vlag van Sikkim (1967-1975)

Sikkim heeft momenteel geen officiële vlag, maar had er wel een toen het gebied nog een onafhankelijk land was. Het Koninkrijk Sikkim was tot 1975 onafhankelijk (onder Indiase protectie) en is sindsdien een Indiase deelstaat.
De laatste officiële vlag was in gebruik tussen 1967 en 1975. Dit was een witte vlag in een rood kader. In het midden van de vlag staat een geel wiel, een zogeheten chakra. Dit is een boeddhistisch symbool van de wet van Dharma (de eeuwigdurende verandering). De chakra komt ook voor op de vlag van India, maar heeft in tegenstelling tot die chakra slechts acht spaken en een symbool in de kern.

## Eerdere vlaggen
Vóór 1877, tijdens de Nepalees-Bhutanees heerschappij en als protectoraat van Tibet, werden in Sikkim verschillende Nepalees, Bhutanees en Tibetaanse spandoeken gehesen tot 1816, toen Groot-Brittannië de controle over het land overnam en met de Union Jack vloog tot 1877, toen de eerste De Sikkimees vlag werd aangenomen.
In 1877 kreeg Sikkim zijn eerste vlag. Op deze vlag stond een chakra te midden van allerlei symbolen in allerlei kleuren. Deze vlag had ook wit als basiskleur; het kader was hoofdzakelijk oranje met allerlei rode versieringen. Aan de hijszijde van de vlag ontbrak het kader.
In 1914 werd een nieuwe vlag aangenomen. Deze was gebaseerd op de vlag van 1877, maar met allerlei andere symbolen om de chakra en een andere kleurstelling van zowel de chakra als het kader. Deze vlag werd in 1962 enigszins aangepast, waarna in 1967 de laatste vlag van het onafhankelijke Sikkim werd aangenomen.

Reconstructie van de koninklijke vlag van Sikkimese van 1877 tot 1975
Reconstructie van de Sikkimese vlag van 1877 tot 1914 en van 1962 tot 1967
Reconstructie van de Sikkimese vlag van 1914 tot 1962
Vlag van Sikkim gebruikt tussen 1967 en 1975

## Huidig gebruik

Regeringsvaandel van Sikkim

De regering van Sikkim kan worden vertegenwoordigd door een spandoek met het embleem van de staat op een witte achtergrond.
Beiyangregering · Republiek Hatay · Koerdistan · Mantsjoekwo · Mengjiang · Nationalistische regering · Nederlands-Nieuw-Guinea · Oost-Turkestan · Ottomaanse Rijk · Qing-dynastie · Sikkim · Tibet · Toeva · Republiek der Zuid-Molukken